# Municipio de York (condado de Benton)
El municipio de York (en inglés: York Township) es un municipio ubicado en el condado de Benton en el estado estadounidense de Indiana. En el año 2010 tenía una población de 181 habitantes y una densidad poblacional de 2,54 personas por km².

## Geografía
Según la Oficina del Censo de los Estados Unidos, tiene una superficie total de 71.22 km², de la cual 71,21 km² corresponden a tierra firme y (0,01 %) 0,01 km² es agua.

## Demografía
Según el censo de 2010, había 181 personas residiendo en el municipio de York. La densidad de población era de 2,54 hab./km². De los 181 habitantes, el municipio de York estaba compuesto por el 95,03 % blancos, el 2,76 % eran afroamericanos, el 0,55 % eran asiáticos y el 1,66 % eran de una mezcla de razas. Del total de la población el 1,66 % eran hispanos o latinos de cualquier raza.